# Apeadeiro de Junqueira
O Apeadeiro de Junqueira foi uma interface ferroviária da Linha de Cascais, que servia a zona da Rua da Junqueira, na cidade de Lisboa, em Portugal.

## História

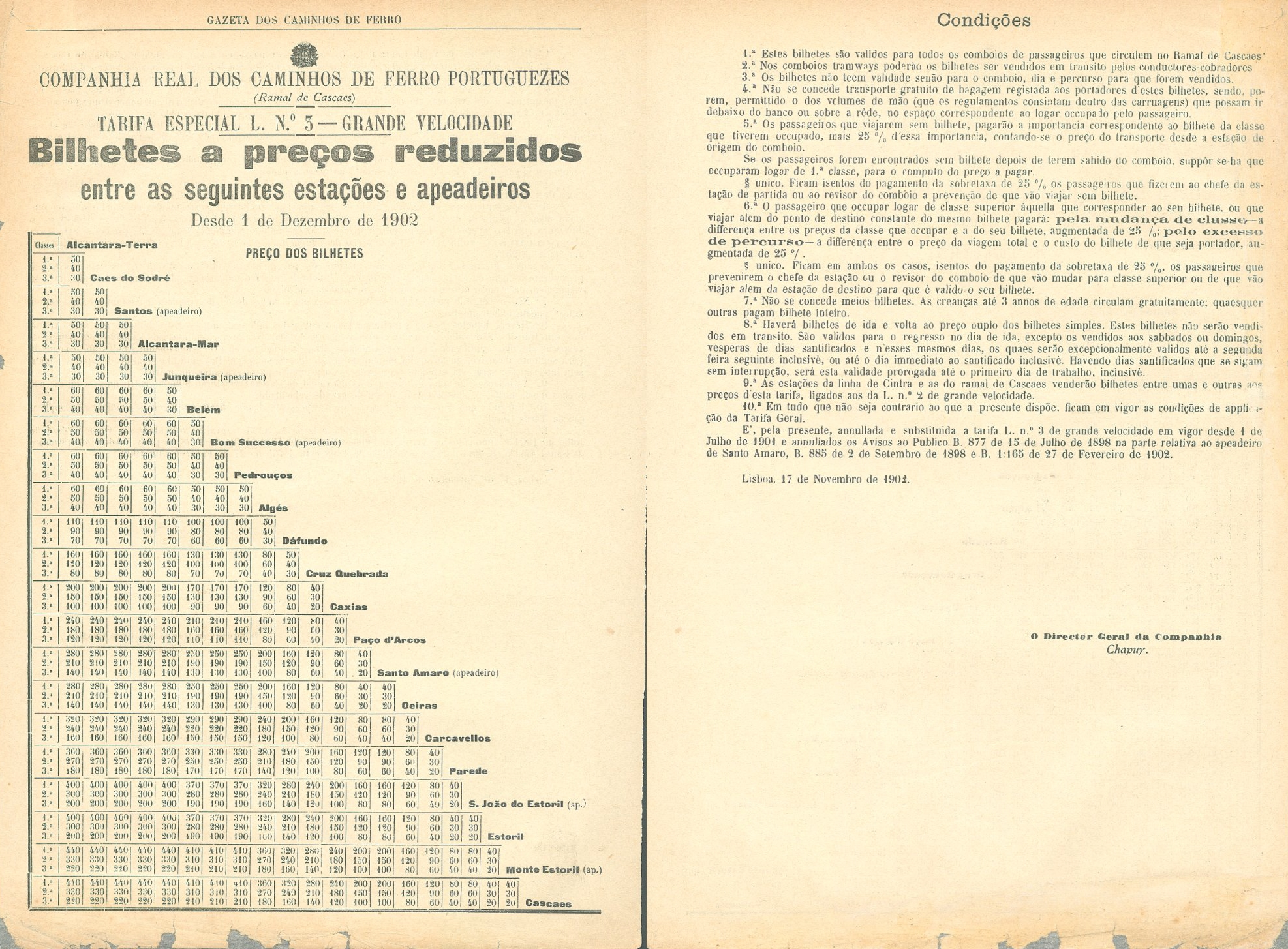
Anúncio de 1902, onde se faz referência ao Apeadeiro de Junqueira.

Este apeadeiro inseria-se no troço entre Pedrouços e Alcântara-Mar da Linha de Cascais, que foi inaugurado em 6 de Dezembro de 1890, pela Companhia Real dos Caminhos de Ferro Portugueses.
Em 1 de Maio de 1896, foi noticiado que a Companhia Real iria instalar bicos de incandescência para iluminação em Junqueira, e que iria permitir a entrada dos passageiros pela passagem de nível.